# Miroslav Šulek
Miroslav Šulek (* 16. März 1993 in Zvolen) ist ein ehemaliger slowakischer Skilangläufer.

## Werdegang
Šulek startete im Januar 2011 in Wisła erstmals im Slavic-Cup und belegte dabei den 34. Platz im Sprint und den 29. Rang im Massenstartrennen über 12,5 km. Beim Europäischen Olympischen Winter-Jugendfestival 2011 in Liberec errang er den 42. Platz über 10 km klassisch, den 35. Platz über 7,5 km Freistil und den 20. Platz im Sprint. Bei den Juniorenweltmeisterschaften 2013 in Liberec errang er den 76. Platz über 10 km Freistil, den 55. Platz im Sprint und den 52. Platz im Skiathlon und bei den U23-Weltmeisterschaften 2014 im Fleimstal den 66. Platz über 15 km klassisch und den 61. Platz im Sprint. In der Saison 2015/16 gewann er mit sechs Top-Zehn-Platzierungen, darunter je zwei zweite und dritte Plätze, die Gesamtwertung des Slavic-Cups. Bei den U23-Weltmeisterschaften 2016 in Râșnov kam er auf den 54. Platz über 15 km Freistil, auf den 38. Rang über 15 km klassisch und auf den 31. Platz im Sprint. Im Januar 2016 absolvierte er in Planica sein erstes Weltcuprennen, welches er auf dem 71. Platz im Sprint beendete. Seine beste Platzierung bei der Winter-Universiade 2017 in Almaty war der 16. Platz im Sprint und im Massenstartrennen über 30 km klassisch. Bei den nordischen Skiweltmeisterschaften 2017 in Lahti lief er auf den 64. Platz im Sprint und auf den 21. Rang zusammen mit Andrej Segeč im Teamsprint. Im August 2017 holte er bei den Rollerski-Weltmeisterschaften in Sollefteå zusammen mit Peter Mlynár die Bronzemedaille im Teamsprint. In der Saison 2017/18 kam er im Slavic Cup fünfmal unter die ersten Zehn und erreichte damit den sechsten Gesamtrang. Zudem errang er in Dresden mit dem 64. Platz im Sprint seine beste Platzierung im Weltcupeinzel. Bei den Olympischen Winterspielen 2018 in Pyeongchang belegte er den 80. Platz über 15 km Freistil und den 61. Rang im Sprint. Im März 2018 wurde er in Štrbské Pleso slowakischer Meister im 30-km-Massenstartrennen.